# 临河乡 (献县)
临河乡，是中华人民共和国河北省沧州市献县下辖的一个乡镇级行政单位。

## 行政区划
临河乡下辖以下地区：
路庄村、张支根村、东三角村、陈三角村、李三角村、赵三角村、冉三角村、西镇上村、东镇上村、南镇上村、富庄村、尹堡寨村、李疃村、临河村、石疃村、梁庄村、西尹官村、东尹官村和横头村。